# Acropora divaricata
Acropora divaricata е вид корал от семейство Acroporidae. Възникнали са преди около 0,78 млн. години по времето на периода кватернер. Видът е почти застрашен от изчезване.

## Разпространение
Разпространен е в Австралия, Бахрейн, Британска индоокеанска територия, Вануату, Виетнам, Джибути, Египет, Еритрея, Йемен, Израел, Индия, Индонезия, Йордания, Ирак, Иран, Камбоджа, Катар, Кения, Кирибати, Коморски острови, Кувейт, Мавриций, Мадагаскар, Майот, Малайзия, Малдиви, Маршалови острови, Мианмар, Микронезия, Мозамбик, Науру, Нова Каледония, Обединени арабски емирства, Оман, Палау, Папуа Нова Гвинея, Провинции в КНР, Реюнион, Саудитска Арабия, Сейшели, Сингапур, Соломонови острови, Сомалия, Судан, Тайван, Тайланд, Танзания, Тувалу, Фиджи, Филипини, Шри Ланка, Южна Африка и Япония.

## Описание
Популацията им е намаляваща.